# Société nationale maritime Corse-Méditerranée

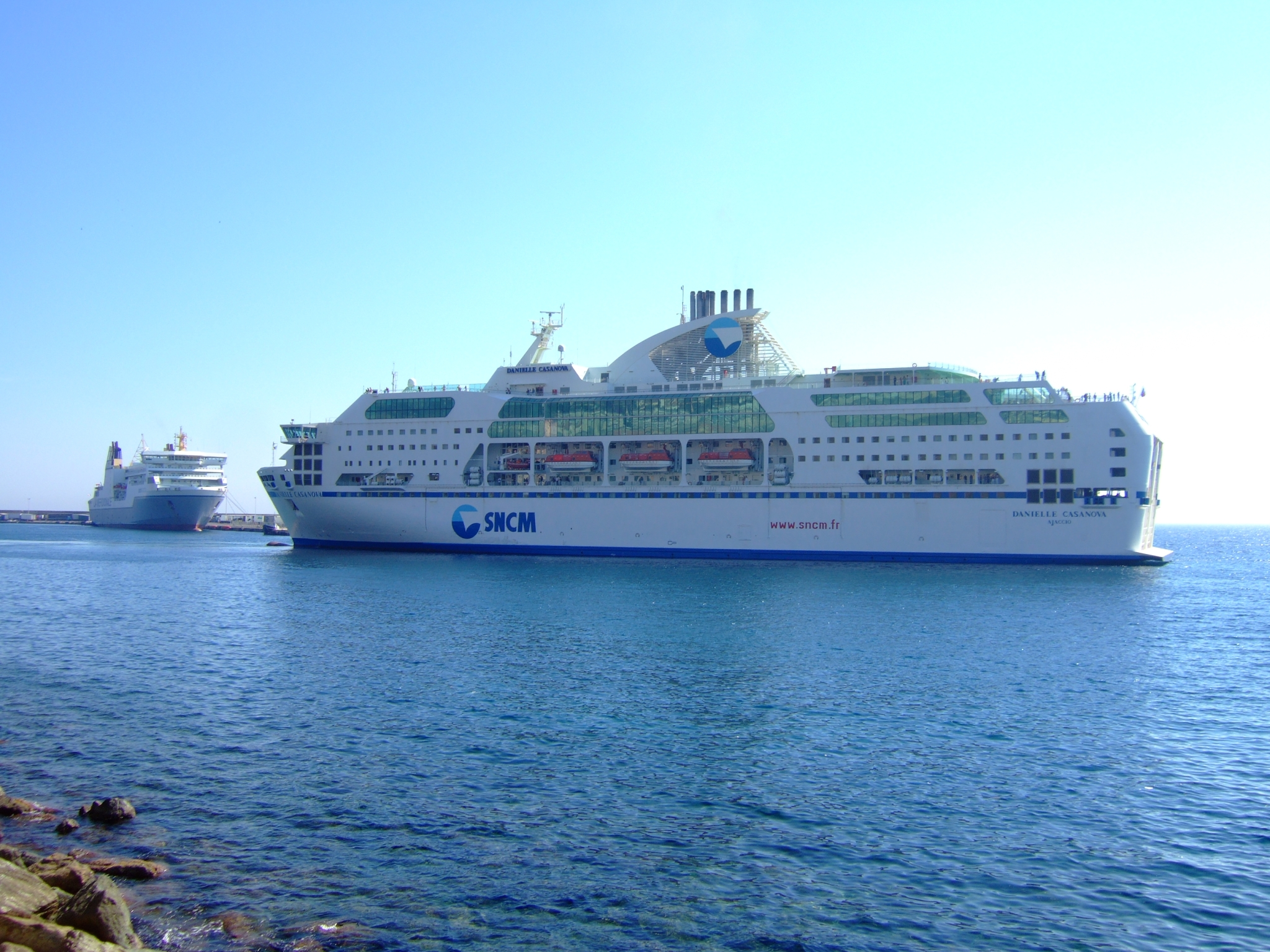
Il Danielle Casanova a Bastia, sullo sfondo il Kalliste de La Méridionale.

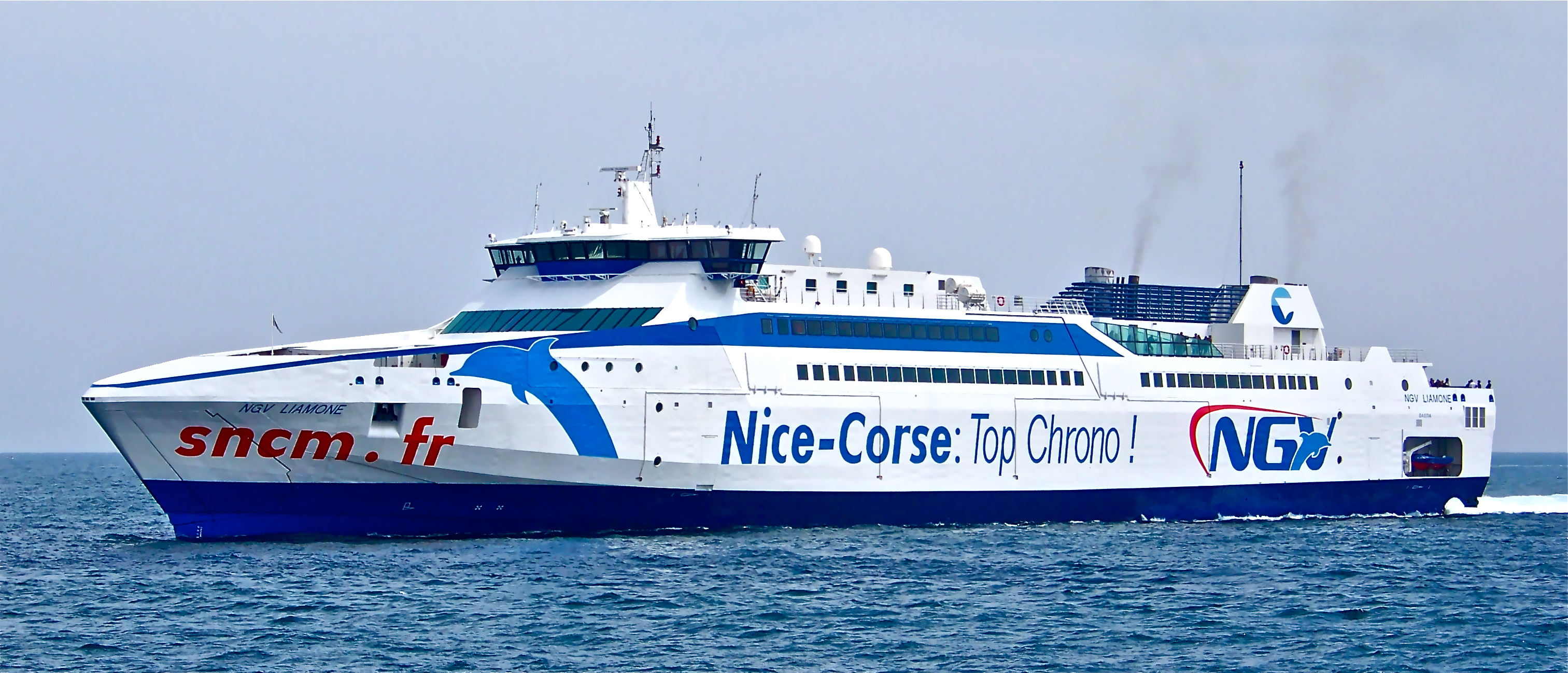
il traghetto veloce Liamone.

La Société nationale maritime Corse-Méditerranée (SNCM) è stata una compagnia di navigazione pubblica francese.

## Storia

### Fondazione
La Société nationale maritime Corse-Méditerranée venne fondata nel 1969 per offrire ai vacanzieri dei collegamenti verso la Corsica. In quell'anno la società rileva dalle ormai vecchie compagnie Transat e La Fortune, che gestivano i collegamenti verso l'isola francese, ben 12 navi, di cui otto destinate al trasporto di passeggeri e auto e quattro al trasporto di merci.
La sede della compagnia fu basata a Marsiglia, dato che negli intenti dell'amministrazione questa dovesse operare nella Francia meridionale.
La prima linea aperta della società fu la Marsiglia-Bastia, che veniva effettuata con sole due unità navali visto che le altre dieci dovevano essere impiegate nelle future linee che l'amministrazione intendeva aprire.

### Anni settanta: la crescita della società
A partire dal 1970 il traffico verso la Corsica era sempre più in aumento e la SNCM dovette aumentare la capacità di carico delle sue navi.
Vennero acquisitati altri tre traghetti e nel 1973 si decise di aprire le linee Marsiglia-Ajaccio, Marsiglia-Propriano, Tolone-Bastia e Tolone-Propriano.
Nel 1975 la società aprì le nuove linee Marsiglia-Porto Vecchio, Marsiglia-Isola Rossa, Tolone-Porto Vecchio, Tolone-L'Ile Rousse, Nizza-Bastia, Nizza-Ajaccio e Nizza-L'Ile Rousse. Ormai la compagnia marsigliese controllava totalmente il traffico di passeggeri e di merci verso l'isola.
Tra il 1975 e il 1980 la SNCM decise di creare un nuovo business verso il Nordafrica, in particolare verso l'Algeria e la Tunisia. Proprio per questo l'amministrazione decise di acquistare altre 15 navi in modo tale da impiegarle sulle nuove linee ma anche su quelle che già la società gestiva. Dunque vennero aperte le linee Marsiglia-Algeri, Marsiglia-Bejaja, Marsiglia-Tunisi, Tolone-Algeri, Tolone-Bejaja e Tolone-Tunisi.
Dunque al 1980 la SNCM, che contava 30 navi e 18 linee effettuate, divenne una delle più grandi compagnie di navigazione che operavano nei mari, in grado anche di gestire totalmente le linee verso la Corsica.

### Anni ottanta: rinnovamento della flotta e nuovi investimenti
A partire dal 1985 la SNCM dovette rimodernare notevolmente la sua flotta. Infatti, tra le 30 navi della propria flotta, ben 15 erano ormai datate e non rispettavano i requisiti per la navigazione. Per rimediare, l'amministrazione decise piano piano di sostituire le prime 12 navi acquistate con delle nuove. Le prime a essere mandate in demolizione o essere messe in vendita furono tutti i quattro mercantili, sostituiti con altri tre che avevano una capacità di carico ben più grande. Nel frattempo, i primi traghetti con cui la compagnia operava furono ristrutturati e rimessi in condizione di navigare e in seguito furono acquistate altre tre navi con capacità di trasporto fino a 1800 passeggeri per essere impiegate sui collegamenti verso la Corsica.
I problemi riguardavano, però, anche i traghetti operanti sulle linee per la Tunisia e l'Algeria: le unità, infatti, erano poco capienti e non offrivano buoni servizi per i passeggeri. La società decise dunque di ordinare quattro unità navali per poterle poi impiegare sui due paesi nordafricani. Una volta entrate in servizio le quattro nuove unità, quelle vecchie furono convertite in mercantili per poter operare sulle linee verso la Corsica. Nonostante questa trasformazione, la società decise di chiudere le linee destinate al trasporto di merci e gli ultimi mercantili che erano presenti in flotta vennero venduti per demolizione. Questa decisione venne presa in quanto l'amministrazione decise di operare solo come compagnia destinata al trasporto di passeggeri e auto, dopo aver visto che il trasporto di merci non fruttava più.
Nel 1988 la società decise di acquistare il Danielle Casanova che diventa l'ammiraglia della flotta e, con la sua capacità di quasi 2800 passeggeri e 800 veicoli, diventa il traghetto più grande del Mediterraneo.

### Il declino
Nel 1990 la SNCM disponeva di ben 34 navi e continuava a operare i consueti collegamenti fino ad allora effettuati. Tuttavia dal 1992 iniziò ad esserci una brusca frenata per la storica compagnia marsigliese. Società come Moby Lines, Grandi Navi Veloci, Grimaldi Lines e Corsica Ferries - Sardinia Ferries si stavano facendo strada sul mercato con navi moderne e molto più confortevoli verso l'isola francese; anche GNV iniziò a operare verso il Nordafrica con navi molto più veloci di quelle della flotta SNCM.
L'amministrazione, con grande sorpresa, decise di tenere le navi già in flotta ma nel frattempo ordinò la costruzione del Napoléon Bonaparte, diventata l'ammiraglia della flotta a partire dal 1996, anno in cui entra in servizio. Successivamente la società compie un ulteriore investimento, ordinando tre traghetti veloci da impiegare sulle linee verso la Corsica.
Nonostante questi investimenti, la SNCM aveva troppe navi in flotta e non riusciva più a mantenerle: si decise, a metà decennio, di aprire delle rotte verso la Sardegna con le linee Marsiglia-Ajaccio-Porto Torres e Marsiglia-Propriano-Porto Torres, mentre le linee verso Tunisia e Algeria furono estese a tutto l'anno.
I collegamenti verso la Sardegna, però, fruttarono ben poco e nel 1997 la compagnia decise di vendere per demolizione i primi otto traghetti acquistati durante la sua fondazione, seguiti nel 1999 dalla cessione delle altre dodici unità in modo tale da ridurre la flotta.
La flotta passò da 38 a 18 unità, riducendo drasticamente i costi di mantenimento.

### Privatizzazione e cessazione dei servizi
Dopo aver ridotto drasticamente la flotta, l'amministrazione decise ulteriori tagli per la compagnia: ormai la SNCM stava vivendo il suo peggior momento dalla sua nascita, quindi furono ceduti altri otto traghetti e le linee che partivano dal porto di Nizza venivano gestiti solamente con i tre traghetti veloci.
In seguito furono chiuse tutte le linee in partenza da Tolone, provocando rabbia tra i cittadini rimasti privi di un collegamento per la Corsica.
Nel 2006 la compagnia fu privatizzata, in quanto lo Stato francese non aveva più interesse a mantenerla in vita. Dopo questo processo anche tutte le linee da Nizza furono chiuse e i tre traghetti veloci ceduti. Nel 2008 la società si ritrovò con sole sette unità in flotta e decise di chiudere anche le linee verso la Sardegna in quanto non aveva più traghetti da impiegarvi.
Nel 2012 l'amministrazione decise di operare nelle linee da Marsiglia verso Bastia, Ajaccio,  Isola Rossa, Porto Vecchio, Propriano, Tunisi, Algeri e Bejaja.
Nel 2014 la SNCM fu messa in amministrazione straordinaria a causa dei forti debiti accumulati e venne venduto un altro traghetto per coprirne almeno una parte.
Nel 2015 la società non riuscì a pagare tutti i debiti contratti e il tribunale di Marsiglia dichiarò fallita la compagnia. Le ultime sei unità rimaste furono messe in disarmo e la società venne liquidata nel 2016, ponendo fine alla storica compagnia dopo ben 47 anni.

## Flotta attiva fino al 2016

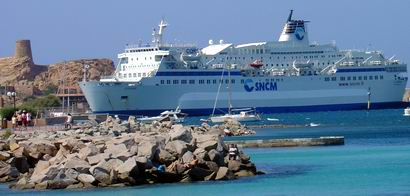
Il Corse a L'Île-Rousse.

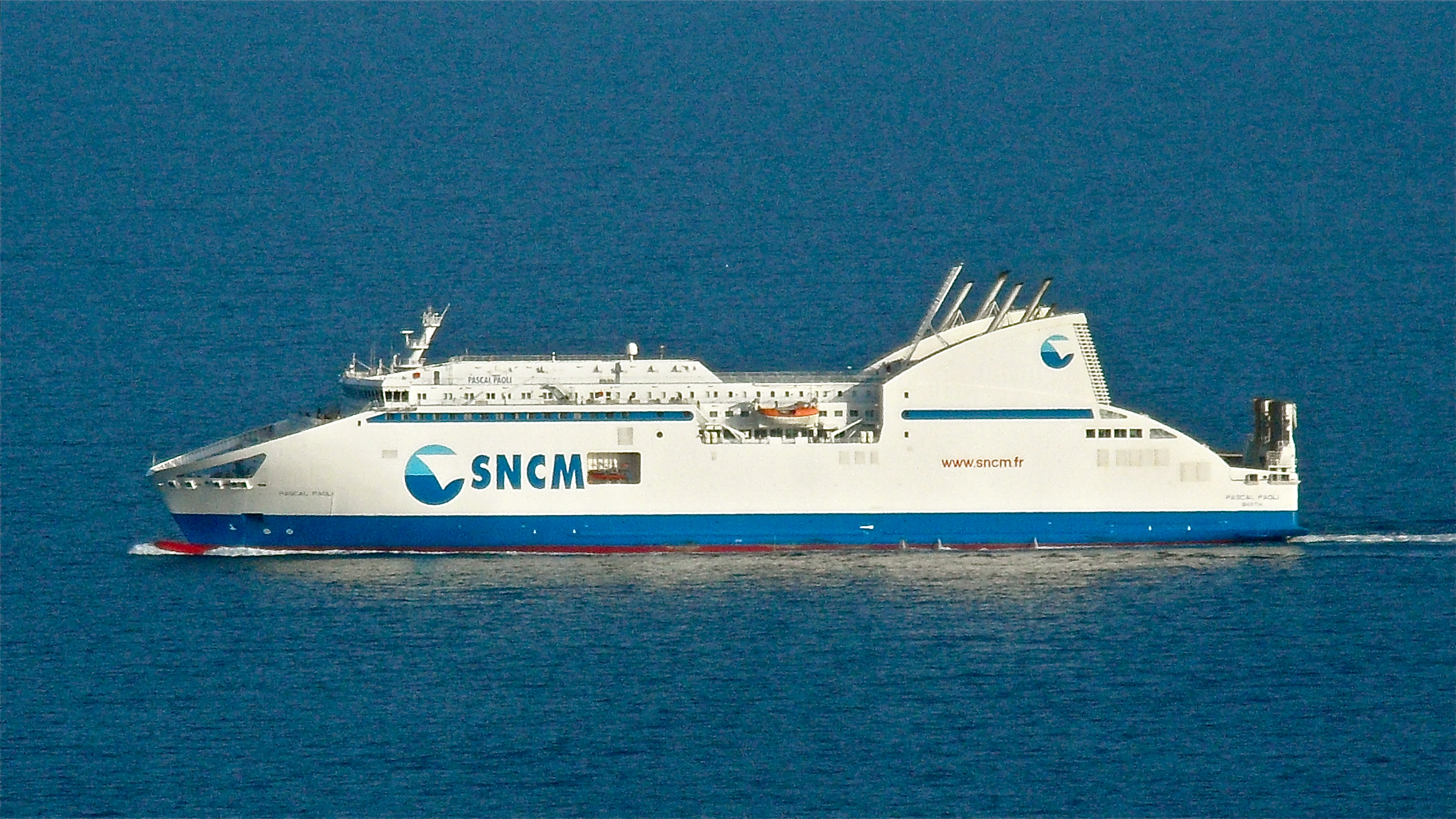
Il Pascal Paoli in navigazione

| Nome              | Lunghezza | Larghezza | Stazza | Capacità passeggeri | Capacità auto/merci | Velocità in nodi | Anno di costruzione |
| ----------------- | --------- | --------- | ------ | ------------------- | ------------------- | ---------------- | ------------------- |
| Jean Nicoli       | 200,65    | 25,8      | 30.010 | 1500                | 1000                | 26,4             | 1998                |
| Danielle Casanova | 176       | 30,4      | 41.447 | 2200                | 700                 | 24               | 2002                |
| Méditerranée      | 165       | 27,4      | 30.985 | 2150                | 800                 | 24               | 1989                |
| Monte d'Oro       | 145       | 25,7      | 22.070 | 528                 | 130/1615            | 19               | 1991                |
| Paglia Orba       | 165,8     | 29        | 29.718 | 544                 | 120/2300            | 19               | 1994                |
| Pascal Paoli      | 176       | 30,5      | 35.760 | 550                 | 130/2300            | 23               | 2003                |
| Corse (II)        | 145,01    | 23,80     | 12.684 | 2250                | 700                 | 23.5             | 1983                |

## Flotta del passato[1]
| Traghetto          | Lunghezza (m) | Larghezza (m) | Stazza | Capacità passeggeri | Capacità auto | Velocità in nodi | Anno di costruzione | Anni di servizio per SNCM | Stato                                                      |
| ------------------ | ------------- | ------------- | ------ | ------------------- | ------------- | ---------------- | ------------------- | ------------------------- | ---------------------------------------------------------- |
| Sidi Bel Abbès     | 122,50        | 16,20         | 5.324  | 606                 | 50            | 20               | 1949                | 1943-1963                 | Demolito ad Alang nel 1988 come Precious                   |
| Kairouan           | 142,55        | 18,31         | 8.589  | 2.200               | ?             | 24,5             | 1950                | 1950-1973                 | Demolito a Vinaròs nel 1973                                |
| Napoléon           | 108,67        | 15,83         | 5.308  | 1.220               | 100           | 18               | 1959                | 1959-1974                 | Demolito a Gadani Beach nel 1987 come Alpasha              |
| Fred Scamaroni     | 114,99        | 17,84         | 4.771  | 1.200               | 142           | 19,5             | 1965                | 1965-1980                 | Affondato nel 1991 in seguito ad un incendio vicino Safaga |
| Comte de Nice      | 111,41        | 18,14         | 4.555  | 1.408               | 240           | 20,5             | 1966                | 1966-1983                 | Demolito ad Aliağa nel 2003 come Express Naias             |
| Corse              | 115,00        | 18,11         | 4.555  | 1.442               | 170           | 21               | 1966                | 1966-1981                 | Incagliato ed affondato a Paros nel 2000                   |
| Avenir             | 129,98        | 18,29         | 6.720  | 940                 | 130           | 21               | 1967                | 1967-1976                 | Affondato nel Mar Rosso in seguito ad un incendio nel 1985 |
| Roussilon          | 134,32        | 20,12         | 8.687  | 1.200               | 260           | 20               | 1965                | 1970-1980                 | Demolito ad Aliağa nel 2002 come Opi                       |
| Travetal           | 114,86        | 17,63         | 1.599  | 12                  | ?             | 16               | 1970                | 1972-1973 (noleggio)      | Ignoto                                                     |
| Monte Rotondo      | 109,51        | 17,53         | 1.599  | 32                  | 32            | 17,5             | 1973                | 1973-2002                 | Demolito ad Aliağa nel 2023 come Tramola-1                 |
| Ile de Beauté      | 139,43        | 20,83         | 8.666  | 1.100               | 170           | 20               | 1966                | 1973-1976                 | Demolito aChittagongnel 2004 come Empress                  |
| Provence           | 135,31        | 20,73         | 7.824  | 1.288               | 210           | 21,5             | 1974                | 1974-1989                 | Demolito ad Aliağa nel 1999 come Bel Air                   |
| Napoléon (II)      | 155,00        | 24,00         | 20.079 | 1.936               | 500           | 23,5             | 1975                | 1975-2002                 | Demolito ad Aliağa nel 2015 come Berkane                   |
| L'isere            | 105,34        | 15,22         | 4.751  | 12                  | 30 camion     | 15,5             | 1971                | 1976-1984                 | Cancellato dai registri nel 2010                           |
| L'Aude             | 90,71         | 14,20         | 3.425  | 12                  | 595 m.l       | 14               | 1978                | 1978-1997                 | Attuale Meyra                                              |
| Ile de Beauté (II) | 159,05        | 23,00         | 20.564 | 1.536               | 484           | 22               | 1978                | 1978-2013                 | Demolito ad Aliağa nel 2013 come Beau                      |
| Monte Stello       | 126,52        | 21,01         | 11.630 | 370                 | 970 m.l.      | 18               | 1979                | 1979-1996                 | Demolito ad Alang nel 2012                                 |
| Liberté            | 141,50        | 21,90         | 18.913 | 1.604               | 520           | 21,5             | 1980                | 1980-2002                 | Demolito ad Aliağa nel 2013 come Biladi                    |
| Esterel            | 145,01        | 23,80         | 12.676 | 2.282               | 700           | 23,5             | 1981                | 1981-1997                 | Demolito ad Aliağa nel 2016 come Mistral Express           |
| Monte Cinto        | 136,02        | 20,50         | 13.977 | 114                 | 1.191 m.l.    | 18               | 1984                | 1984-2010                 | Demolito aChittagongnel 2019 come Den                      |
| NGV Asco           | 102,00        | 15,40         | 4.934  | 576                 | 150           | 37               | 1995                | 1996-2005                 | Demolito ad Aliağa nel 2018 come Panagia Parou             |
| NGV Aliso          | 102,00        | 15,40         | 4.934  | 566                 | 148           | 37               | 1995                | 1996-2004                 | In abbandono a Perama dal 2015 come Kalli P.               |
| Napoléon Bonaparte | 172,00        | 30,40         | 44.307 | 2.462               | 708           | 23,8             | 1996                | 1996-2014                 | Attuale Rhapsody per GNV                                   |
| NGV Liamone        | 134,00        | 18,90         | 9.351  | 1.116               | 250           | 42,70            | 2000                | 2000-2009                 | Demolito a Taicang nel 2020 come Tai Min Star              |
| Jean Nicoli        | 203,90        | 25,40         | 30.285 | 1.200               | 480           | 28,6             | 2002                | 2007-2008                 | Attuale A Nepita per Corsica Linea                         |
| NGV Liamone II     | 119,00        | 15,70         | 3.536  | 1.000               | 210           | 35               | 2000                | 2010 (noleggio)           | In disarmo ad Ambelakia dal 2011                           |
| Excelsior          | 201,20        | 26,80         | 39.739 | 2.000               | 800           | 24               | 1999                | 2013-2014 (noleggio)      | Al termine del noleggio ha fatto ritorno a GNV             |
| El. Venizelos      | 175,40        | 28,50         | 38.261 | 3.000               | 750           | 22               | 1984                | 2013 (noleggio)           | Al termine del noleggio ha fatto ritorno ad Anek Lines     |

## Rotte effettuate

### Algeria
- Marsiglia - Algeri
- Marsiglia - Bejaja

### Tunisia
- Marsiglia - Tunisi

### Corsica
- Marsiglia - Ajaccio
- Marsiglia - Bastia
- Marsiglia - Isola Rossa
- Marsiglia - Propriano
- Marsiglia - Porto Vecchio

### Sardegna(fino al 2012)
- Porto Torres - Ajaccio
- Porto Torres - Marsiglia